# Chronofilia
Chronofilia – grupa parafilii, w których występuje dysproporcja wieku pomiędzy odczuwającym pociąg seksualny a osobą będącą obiektem pożądania. Termin wprowadzony został do literatury seksuologicznej przez Johna Moneya.
Do chronofilii zaliczane są:
- nepiofilia (infantofilia) – pociąg seksualny do dzieci w wieku do 5 lat[4][5]
- pedofilia – pociąg seksualny do osób przed okresem pokwitania
- hebefilia – pociąg seksualny do osób we wczesnym wieku pokwitania (od 11 do 14 lat).
- efebofilia – pociąg seksualny do osób w wieku 15–19 lat[6],
- gerontofilia – pociąg seksualny do osób starszych[7].

Realizowanie pragnień seksualnych związanych z trzema pierwszymi parafiliami jest zakazane przez prawo (szczegółowe regulacje są odmienne w poszczególnych państwach). Gerontofilia nie jest zakazana przez prawo, może jednak wiązać się ze stosowaniem przemocy.